# Sam Sneed
Sam Sneed (bürgerlich Sam Anderson; * 29. Februar 1968 in McKeesport, Pennsylvania) ist ein US-amerikanischer Hip-Hop-Produzent und Rapper.

## Leben
Seine Karriere begann er als Produzent für den Rapper K-Solo.
Im Jahr 1993 unterschrieb Anderson einen Vertrag mit Death Row Records, wo er 1994 die Single U Better Recognize featuring Dr. Dre veröffentlichte. Der Song erschien auch auf dem Soundtrack zum Film Murder Was the Case und erreichte Platz 16 der Billboard Hot Dance Music/Maxi-Singles Charts und Platz 18 der Billboard Hot Rap Tracks Charts.
Sam Sneed war Co-Produzent des Hits Keep Their Heads Ringin’' von Dr. Dre, der es in den deutschen Single-Charts bis auf Platz 23 schaffte.
Zwischen 1995 und 1996 nahm Sam Sneed Material für sein geplantes Soloalbum auf, das auf Death Row Records erscheinen sollte. Die Veröffentlichung wurde jedoch auf unbestimmte Zeit zurückgestellt. Erst 2011 erschien das Debütalbum unter dem Titel Street Scholars auf WIDEAwake/Death Row Records. Enthalten waren sowohl unveröffentlichte Songs aus den 1990er Jahren als auch neu aufgenommenes Material.